# Dornier Do 217
Dornier Do 217 – niemiecki dwusilnikowy, średni samolot bombowy i nocny myśliwiec z okresu II wojny światowej. Zbliżony układem, ale dwukrotnie cięższy następca samolotu Do 17, za którego wariant rozwojowy często bywa mylnie uważany.

## Historia

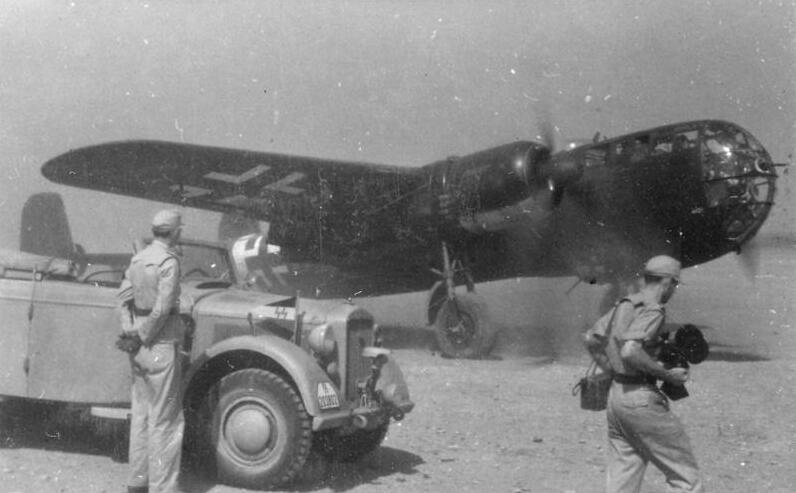
Do 217K

Do 217 powstał w odpowiedzi na zapotrzebowanie z 1937. Dzięki adaptacji płatowca starszego Do 17, prototyp Do 217 V-1 oblatano 4 października 1938. Rozbił się on jednak 11 października 1938 podczas próby nurkowania. Jako spełniający wymagania uznano dopiero prototyp Do 217v-9, oblatany w 1940 rku. Był wyposażony w instalację odladzania gorącym powietrzem przednich krawędzi skrzydeł. Posiadał elektrycznie chowane podwozie. Pierwszy wariant seryjny był oznaczony Do 217E i wyprodukowano ok. 800 maszyn w odmianach od E-0 do E-4, napędzany silnikami gwiaździstymi BMW 801. Do 217E-2/R-19 miały zdalnie sterowany karabin maszynowy z tyłu kadłuba. Później wyprodukowano 950 nocnych bombowców Do 217K z całkowicie przeszklonym przodem, a następnie produkowano Do 217M z silnikami rzędowymi DB 603. Do 217R przenosiły pociski kierowane Fritz X i Henschel Hs 293. 9 września 1943 Do 217 zatopił kierowaną bombą Fritz X włoski pancernik Roma, który poddał się aliantom.

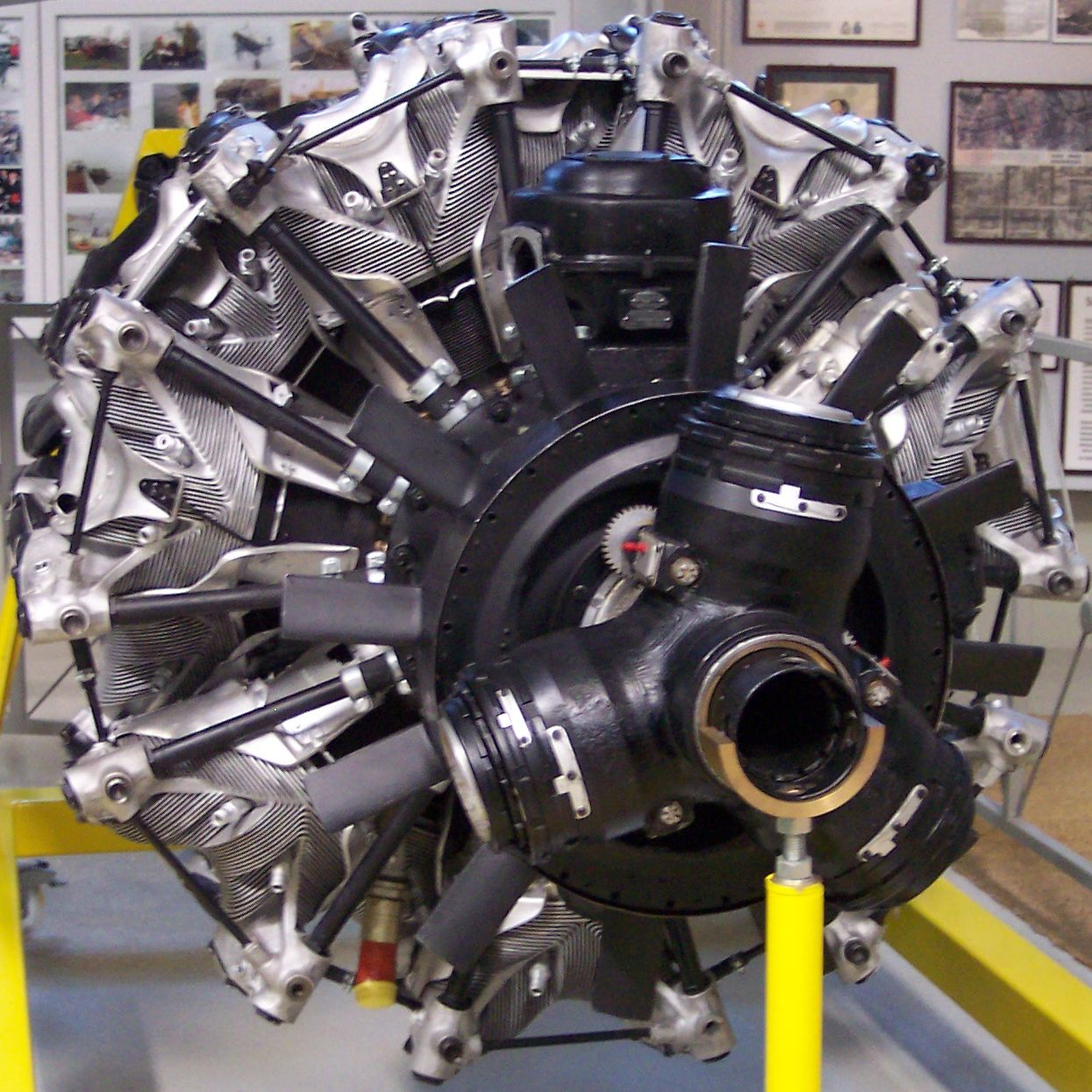
Silnik BMW 801 montowany seryjnie w Do 217E

Samoloty Do 217N były silnie uzbrojonymi i wyposażonymi w radar myśliwcami nocnymi, w których dodano w środkowej części kadłuba uzbrojenie strzelające do góry pod kątem 70° (Schräge Musik). Rezygnacja z wyposażenia bombowego zmniejszyła jego ciężar.
Uczestnik "Rajdów baedekerowskich". W 1942 formalnie w odwecie za aliancki nalot na Lubekę – Luftwaffe rozpoczęła nocne naloty na znane brytyjskie miasta. Pierwszymi celami były: Bath, Norwich i York, atakowane w kwietniu przez Do 217 należące do KG-2. Miasta silnie ucierpiały wskutek użycia bomb zapalających oraz dość słabej, w odróżnieniu od Londynu, obrony przeciwlotniczej. Wysokościowe Do 217 z ciśnieniowymi kabinami dokonywały lotów rozpoznawczych nad Anglią i głębokim zapleczem frontu wschodniego prawie do końca wojny.
Ostatnie bojowe użycie Do 217 miało miejsce 12 kwietnia 1945, kiedy kilkanaście samolotów z KG 200 zaatakowało nieskutecznie bombami kierowanymi radzieckie przeprawy na Odrze.

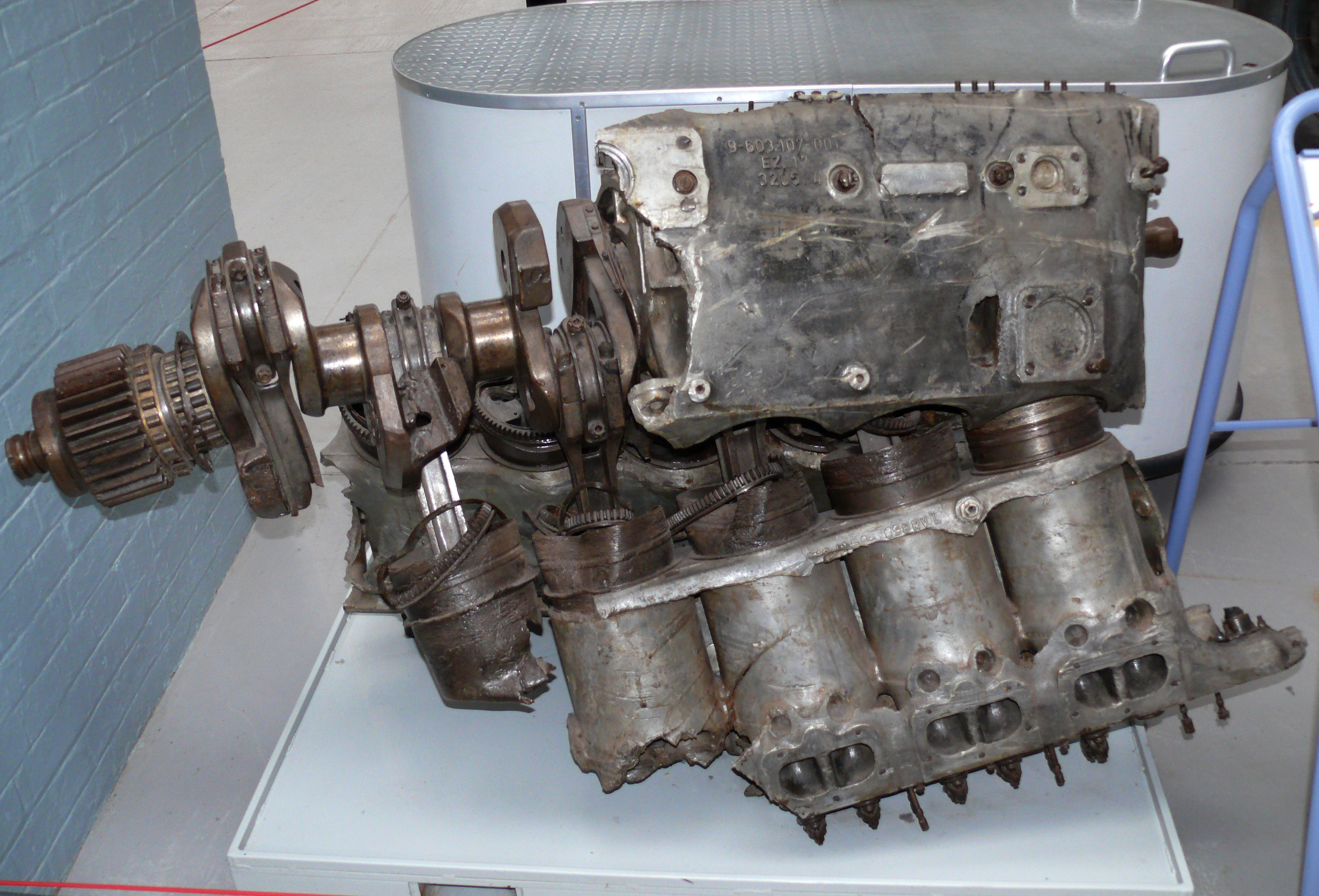
Silnik Daimler-Benz wyciągnięty z samolotu Dornier 217M zestrzelonego nad Essex w styczniu 1944

W sumie wyprodukowano 1905 egzemplarzy, w tym:
- prototypów – 18
- Do 217A – 6
- Do 217C – 10
- Do 217E – 653
- Do 217H – 3
- Do 217J – 157
- Do 217K – 393
- Do 217L – 2
- Do 217M – 445
- Do 217N – 207
- Do 217P – 6
- Do 217R – 5